# Möckernbrücke
Möckernbrücke är en tunnelbanestation i Berlins tunnelbana och trafikeras av linjer U1 och U3 samt av linje U7.
Stationen har fått sitt namn av en närliggande bro som går över Landwehrkanal. Den gamla stationsbyggnaden på linjer U1 och U3 blev ersatt av en ny år 1937, eftersom den gamla var för liten med tanke på alla trafikanter som kom från Anhalter Bahnhof. 1944 blev stationen svårt skadad under kriget och kunde inte öppnas igen förrän år 1947.
En förbindelse med linje U7 blev klar 1966 då den linjen öppnades. U7 går bl.a. till Mehringdamm och perrongen finns på motsatt sida av Landwehrkanal, med en förbindelsebro mellan linje U1, U3 och U7. 

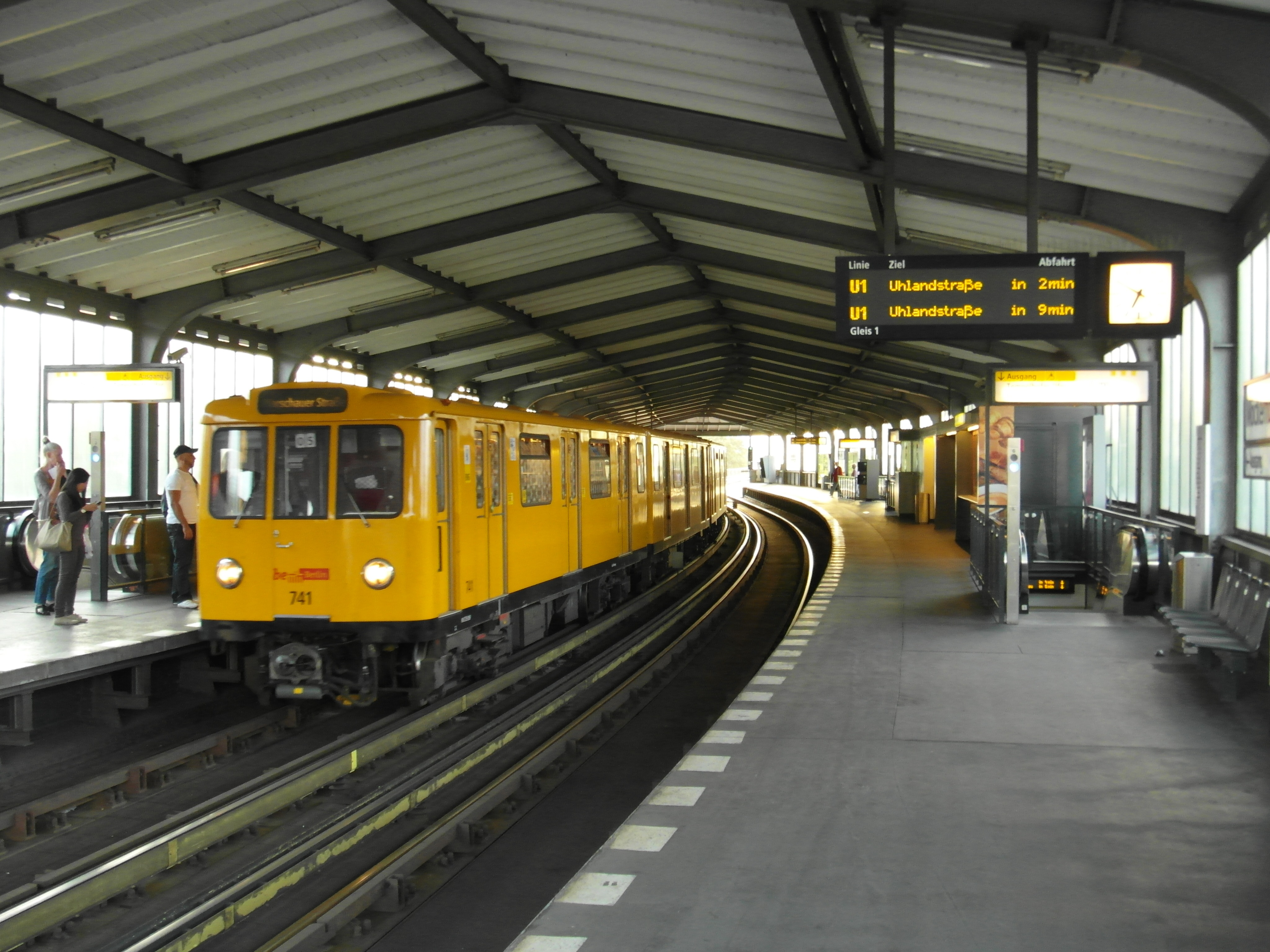
Perronger på linjer  och
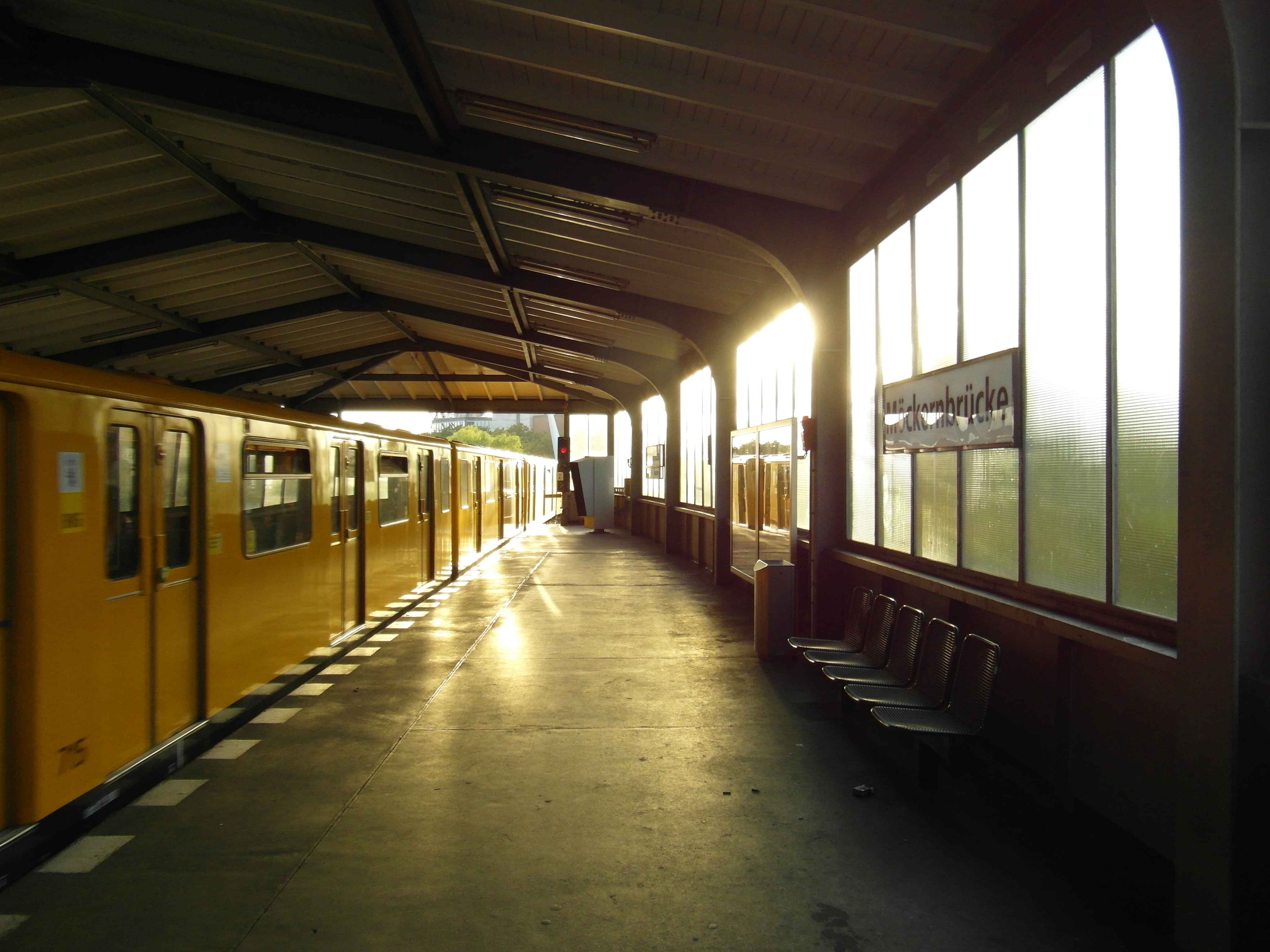
Linje  och
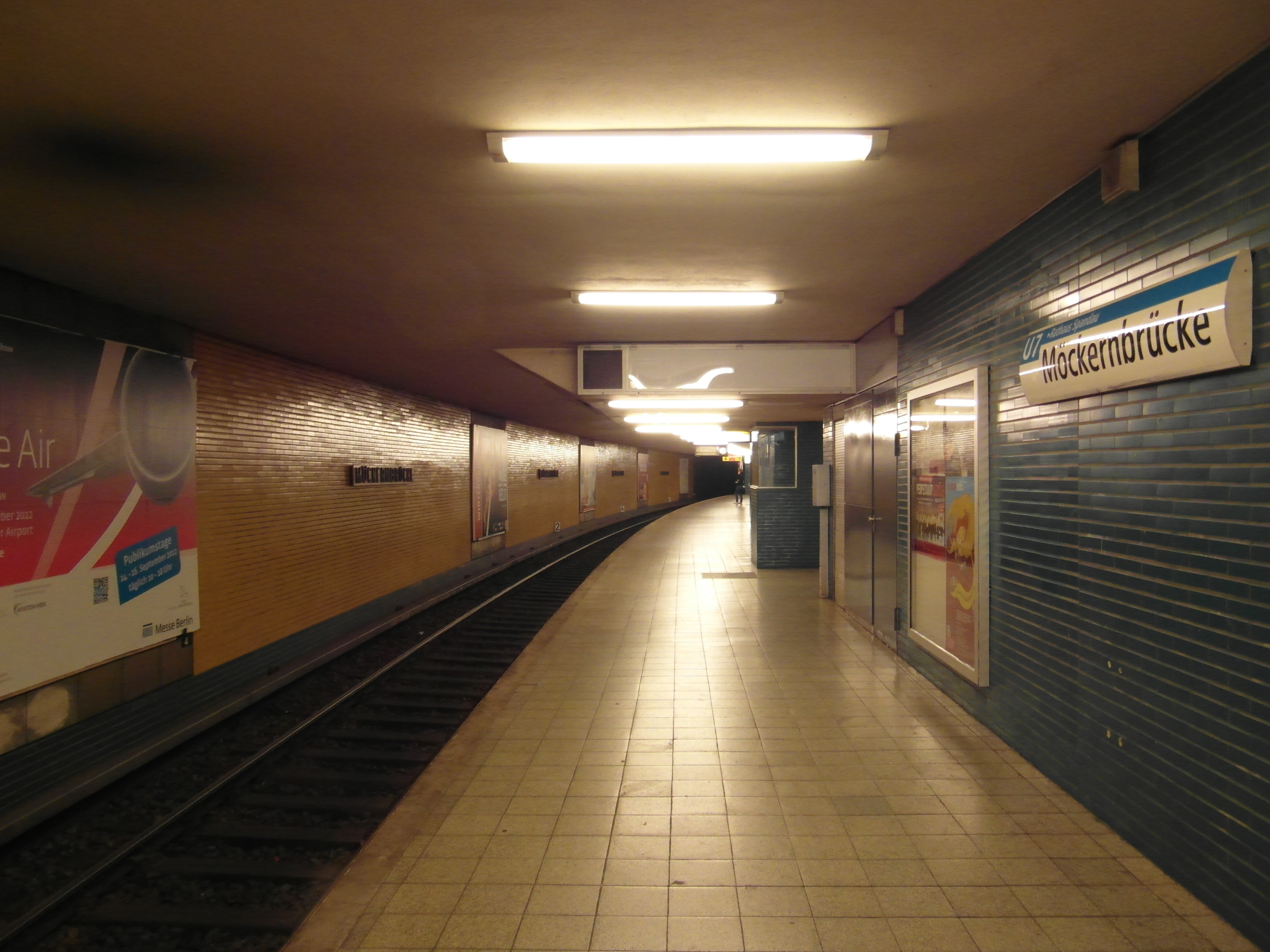
Perrongen på linje
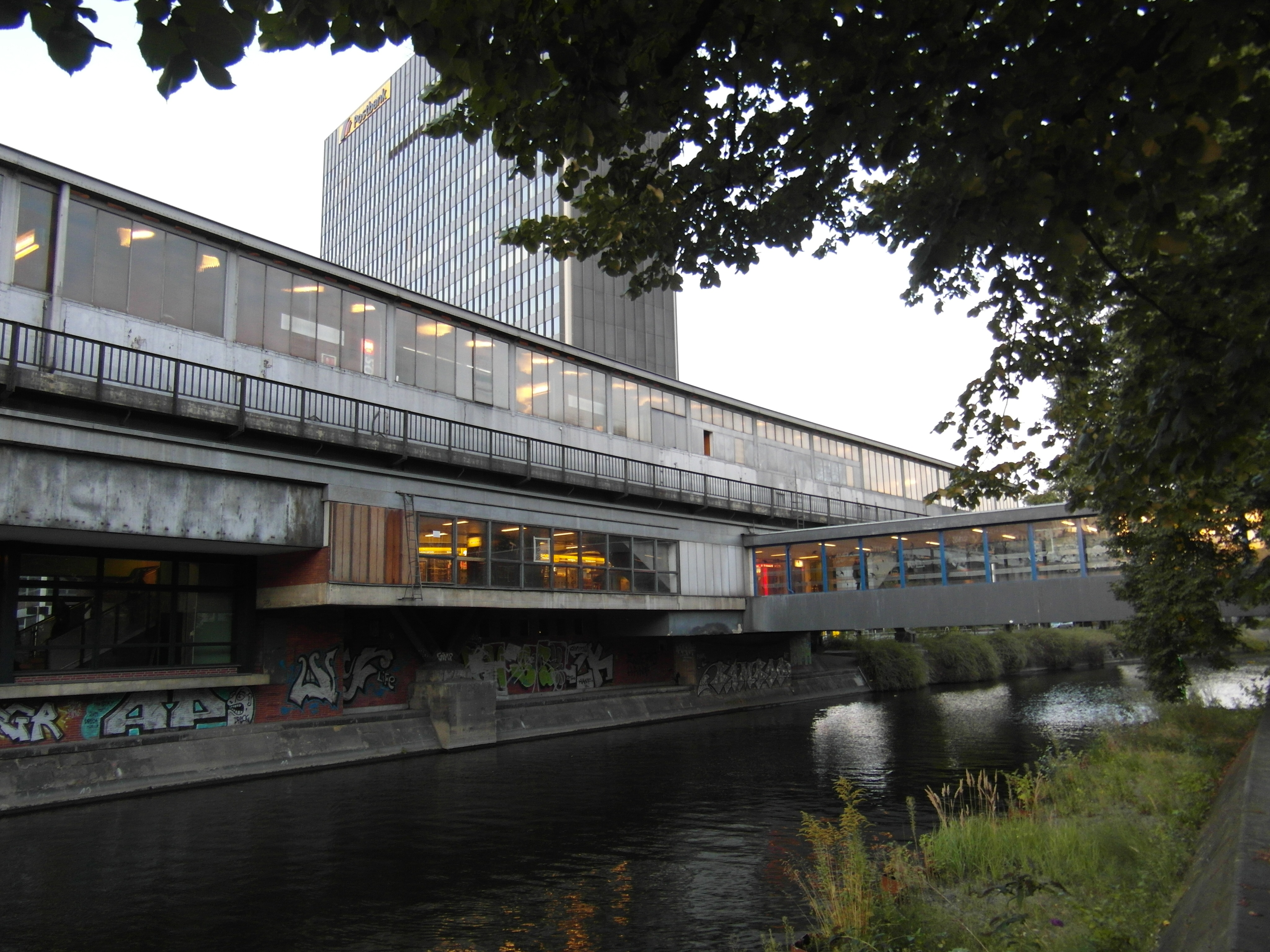
Bron över Landwehrkanal mellan U1,U3 samt U7.
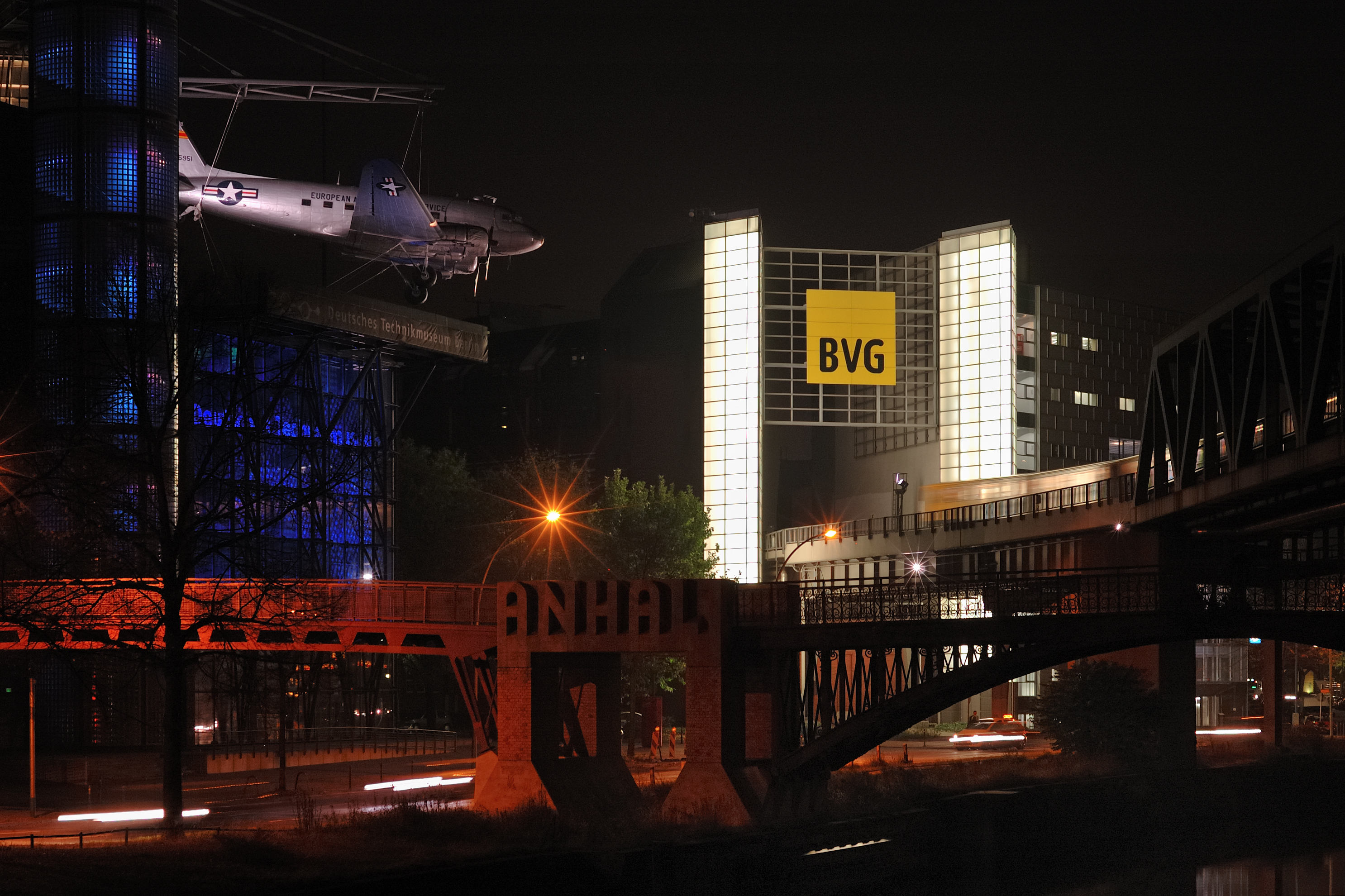
Möckernbrücke på natten
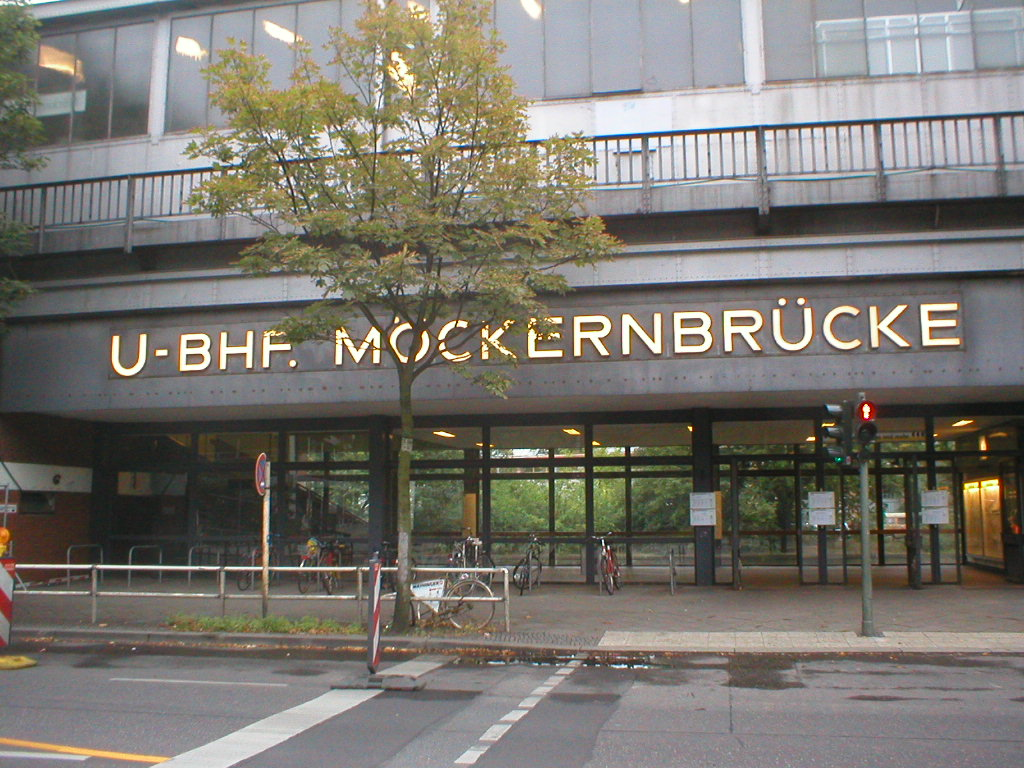
En av alla entréer.
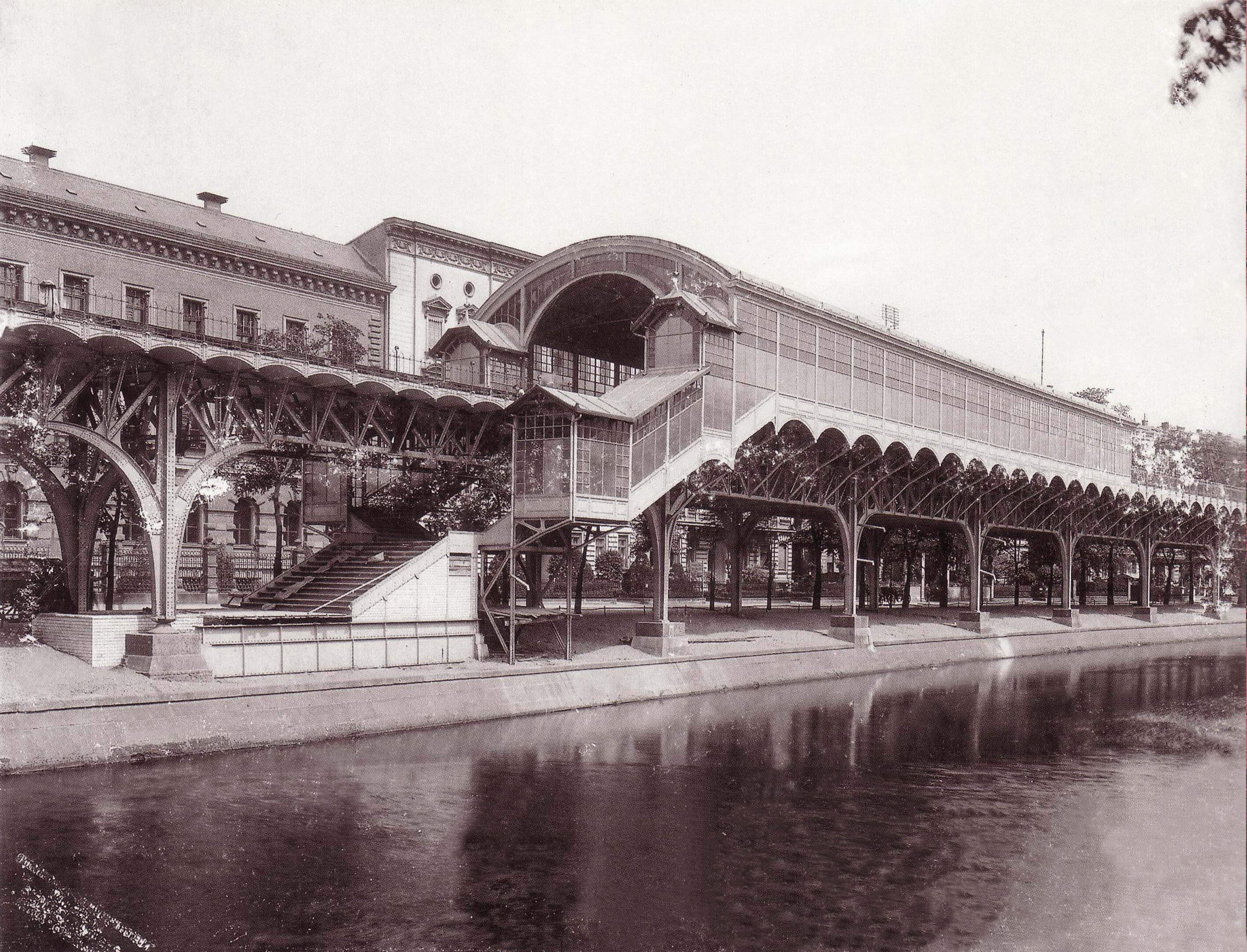
Gamla stationsbyggnaden till Möckernbrücke som fanns år 1902-1937.
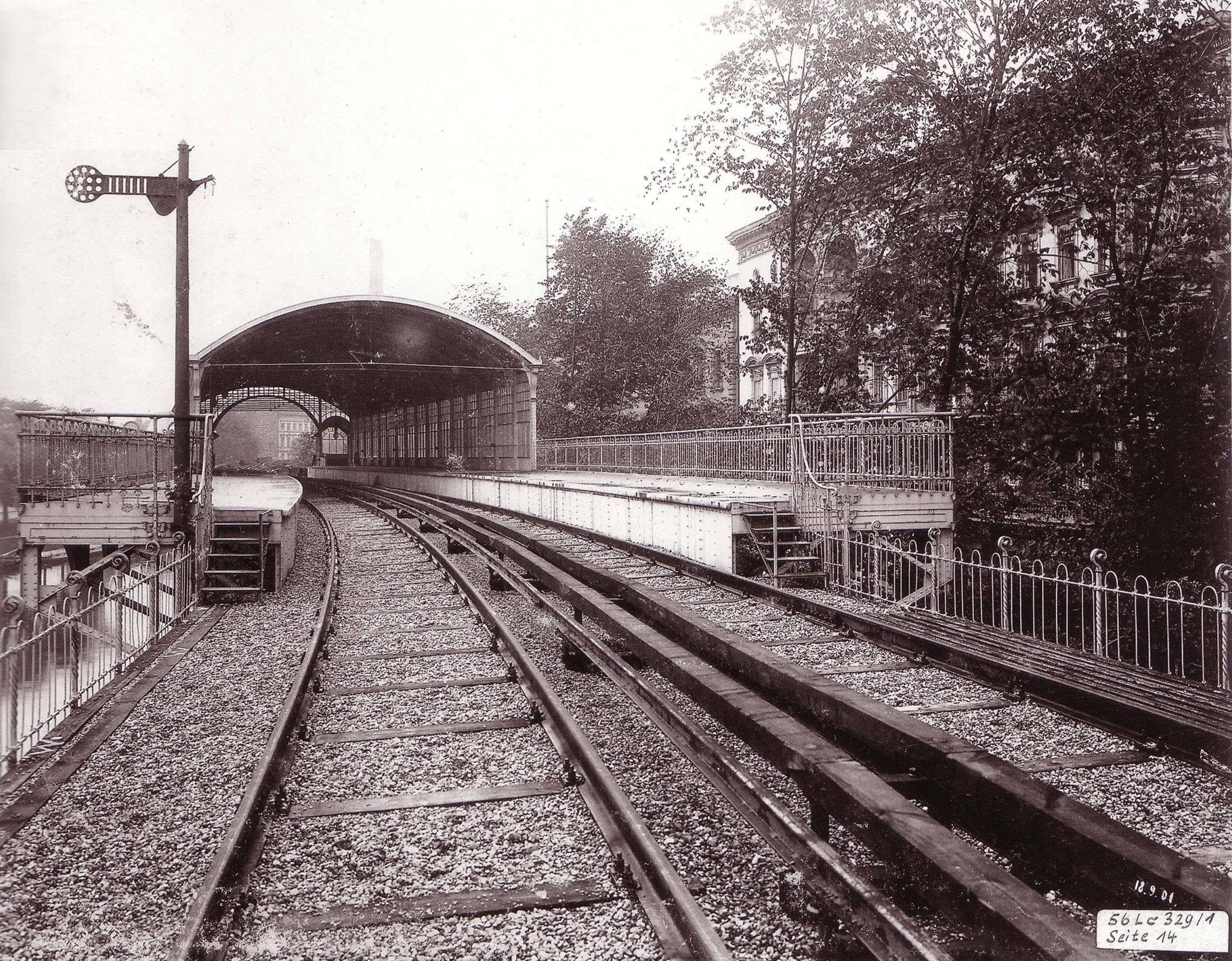
Gamla stationsbyggnaden